# Fosfato de amônio
Fosfato de amônio é um composto químico inorgânico, o sal de fosfato e amônio. É um composto altamente instável com a fórmula (NH4)3PO4. Devido à sua instabilidade, é elusivo e sem valor comercial (exceto para pesquisas científicas). Em adição ao (NH4)3PO4, um sal duplo relacionado, (NH4)2HPO4 também é reconhecido, e este também é instável. A instabilidade destes sais resulta na sua fácil decomposição com evolução de amônia:
(NH4)3PO4   →   (NH4)2HPO4  +  NH3
Em contraste com a natureza frágil dos sais de triamônio, fosfato de diamônio (NH4)2HPO4 é  um material valioso, usado principalmente como fertilizante.